# Eva Herzog
Eva Herzog (nacida el 25 de diciembre de 1961) es una política suiza que representa al cantón Basilea-Ciudad en el Consejo de Estados desde 2019. Es miembro del Partido Socialdemócrata (SP/PS). Desde 2023 es presidenta del Consejo de Estados.

## Educación
Eva Herzog estudio entre 1981 y 1988  Historia, Economía y Español en la Universidad de Basilea y la Universidad de Santiago de Compostela y se graduó con una Maestría en Ciencias en 1988. Obtuvo un doctorado en Historia en 1994.

## Carrera profesional
Desde 1995 hasta el 2000 Eva Herzog ocupó un puesto de liderazgo en la administración de la Kaserne, un del sitio the eventos en Basilea. En 1999, era empleado en un elevado cargo en la administration de los arquitectos Herzog & de Meuron. Desde 2001 hasta 2004 trabajó como colaboradora científica en la Universidad de Basilea.

## Carrera política
Desde 2001, Eva Herzog fue miembro del Gran Consejo de Basilea-Ciudad y en 2003 asumió la presidencia del grupo parlamentario del SP en el Gran Consejo. Permaneció como miembro del Gran Consejo hasta 2005, cuando asumió como miembro del Consejo Ejecutivo de Basilea-Ciudad y en adelante dirigió el departamento de finanzas.
En mayo de 2019, lanzó su candidatura para el Consejo de los Estados para el cantón Basilea y anunció su renuncia al Consejo Ejecutivo de Basilea para el enero de 2020. En octubre de 2019 fue elegida miembro del Consejo de Estados. Como era candidata tanto al Consejo de Estado como al Consejo Nacional, Mustafa Atici asumió su cargo en el Consejo Nacional.
En 2010 fue candidata al Consejo Federal como sucesora de Moritz Leuenberger quien renuncio. Pero en las elecciones Simonetta Sommaruga fue elegida. Después de que en noviembre de 2022 Simmonetta Sommaruga anunciara su renuncia, tanto Herzog y Elisabeth Baume-Schneider se convirtieron en candidatas para la sucesión de Sommaruga. El 7 de diciembre Baume-Schneider fue elegida para el Consejo Federal y una semana después Eva Herzog para la Vicepresidencia del Consejo de Estados. En 2023, Herzog fue elegida como Presidenta de esta cámara.